# Otis Hovair
 (mars 2023).
Si vous disposez d'ouvrages ou d'articles de référence ou si vous connaissez des sites web de qualité traitant du thème abordé ici, merci de compléter l'article en donnant les références utiles à sa vérifiabilité et en les liant à la section « Notes et références ».
En pratique : Quelles sources sont attendues ? Comment ajouter mes sources ?

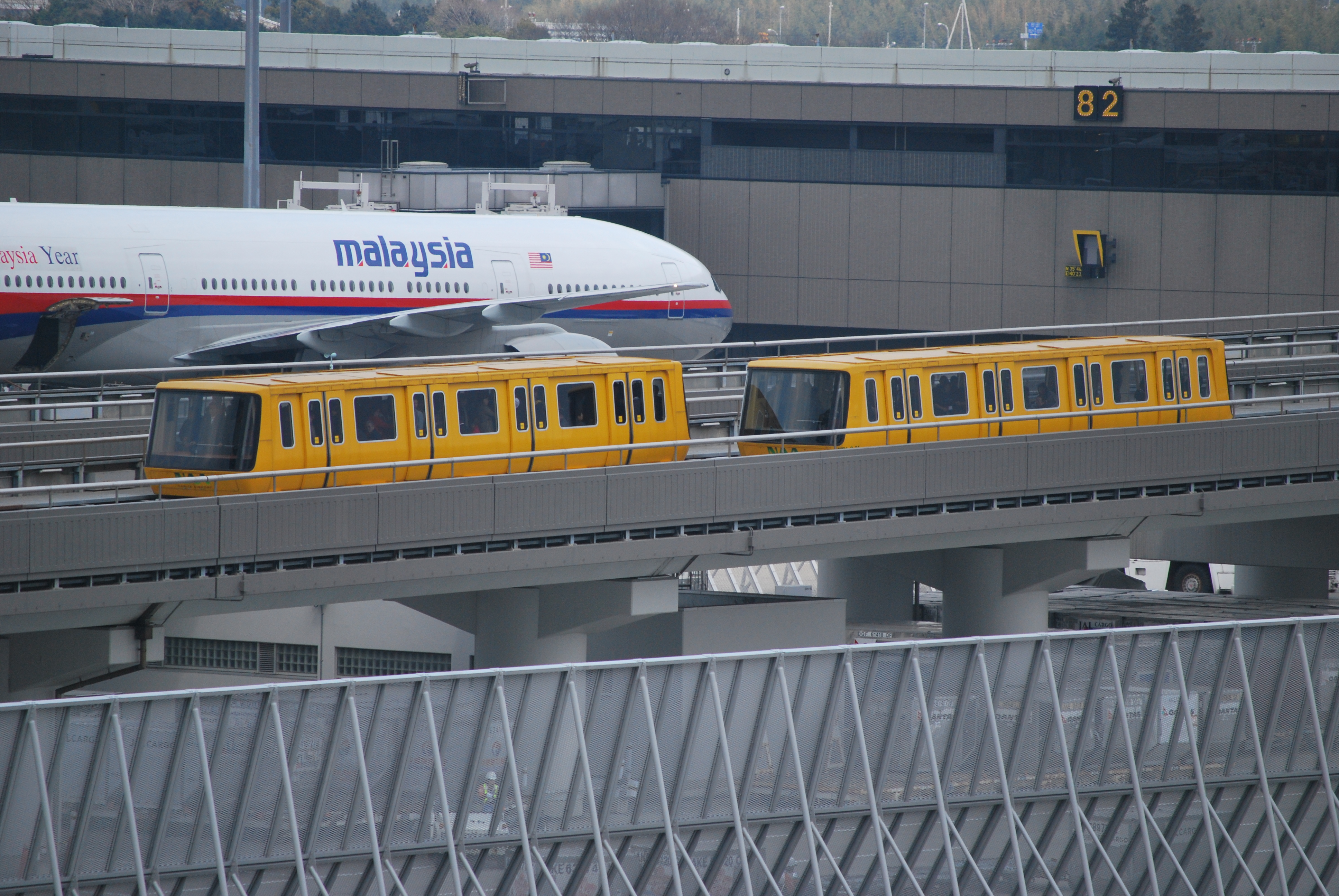
Otis Hovair

La navette Otis Hovair est un type de véhicules utilisé pour des déplacements de personnes de longueurs hectométriques et à faible vitesse. Les systèmes de transport de personnes traditionnels utilisent des véhicules à roues propulsés par des moteurs électriques ou par traction à câble. La technologie Hovair, développée par Otis dans les années 1970, remplace les roues par un coussin de levage d'aéroglisseur. L'objectif est de réduire la complexité de la voie de guidage et la maintenance des véhicules. Le véhicule est tracté par un câble d'où l'absence de moteur embarqué et le système s'inscrit alors dans les transports urbains par câble ou de navettes (aéroports, parcs d'attraction, etc). Une autre version du système propose des véhicules sur coussins d'air mais équipés de moteurs linéaires.
En 1996, Otis a formé une entreprise commune appelée "Poma-Otis Transportation Systems" avec la société française Pomagalski afin de promouvoir leurs systèmes de navettes automatiques. Ce partenariat a pris fin officiellement en 2014. Mais déjà le contrat de l'installation la plus récente, le Minimetro de l'Aéroport international du Caire, inaugurée le 15 mai 2012, a été signé en avril 2009 par le groupe Poma seul. Le système semble faire partie des références commerciales du groupe Leitner-Poma avec les deux dernières installations, le Skymetro de l'aéroport de Zürich et le Minimetro de l'aéroport du Caire. 

## Histoire
Après plusieurs années de développement au centre d’essais de la société à Denver, une navette stationnaire à moteur linéaire a été mise en service avec succès en Caroline du Nord en 1980. Otis a développé également une cabine à faible capacité de transport, tractée par des câbles en acier utilisant une technique traditionnelle dans les ascenseurs. 

## Technologie
La suspension verticale est assurée par le système Hovair avec une série de coussins d'air circulaires grâce à une soufflerie électrique alimentée en 230 V AC qui tire son énergie de deux rails conducteurs intégrés à la voie de guidage. Le guidage horizontal est assuré par des roues en caoutchouc sur rails en acier dans les murets de guidage. Le système est alimenté par des moteurs électriques sans engrenage montés dans une fosse de 3 mètres de profondeur sous la glissière. Un câble est requis pour chaque véhicule ou rame ; tous les moteurs sont normalement situés sous l'une des stations terminales. Le contrôle de l'entraînement est automatisé à l'aide de composants standard. La navette peut être préprogrammée pour fonctionner sur un cycle régulier ou sur demande à l’aide des touches d’appel de voyageurs des stations. La voie de guidage et les véhicules sont normalisés à la fois pour un système de navettes actionnées par câble et pour les utilisateurs de réseaux à moteur linéaire.

### La version à moteur linéaire
Les véhicules et les rails de guidage peuvent être adaptés à un système à moteur linéaire, technologie alors considérée comme plus souhaitable. Le système à moteur linéaire présente l'avantage d'une plus grande flexibilité car les véhicules ne sont pas attachés à leur voie de guidage ou à un câble. Un avantage est la capacité du système à se déplacer dans toutes les directions. Les véhicules peuvent être déportés latéralement sur les quais de chargement ou sur des ascenseurs qui les transfèrent à un autre niveau vertical. Les voitures peuvent également se déplacer latéralement d'une voie de guidage à une autre, ce qui évite d'avoir à utiliser des voies de jonction ou de retour. Chaque voiture est alors équipée de deux moteurs alimentés par une alimentation triphasée de 480 V ac par le biais de redresseurs montés sur véhicule. Le freinage de service est régénératif, les freins sont montés pour pouvoir appuyer sur la voie de guidage lorsque la lévitation est réduite en cas d'incidents. 

## Les réalisations Otis Hovair
- Duke University Hospital, Durham, Caroline du Nord (1980 - 2009), 368 mètres de voies double et 171 mètres de voie simple, trois stations pour passagers, quatre véhicules à moteur linéaire :
- Tampa Harbour Island (1985 - 1999), 762 mètres voie simple avec bretelle de contournement, deux stations, deux trains ;
- Métro de Serfaus (1985), 1280 mètres voie simple, quatre stations, un train ;
- Sun City, Afrique du Sud (1986), 1710 mètres voie simple avec bretelle de contournement, trois stations, deux trains de trois véhicules ;
- Narita Airport Terminal 2 Shuttle System (1992 - 2013), 279 mètres, deux voies parallèles avec bretelle de contournement, deux stations, quatre véhicules ;
- Cincinnati airport People Mover (1994), 472 mètres, trois stations
- Paul Getty Center Tram (1997), 1207 mètres voie simple avec bretelle de contournement, deux stations, deux trains de trois véhicules à moteur linéaire ;
- Minneapolis–St. Paul Airport Trams (2001), 340 mètres, deux stations
- Detroit Metropolitan Airport ExpressTram (2002), 1100 mètres, trois stations
- Zurich Airport Skymetro (2003), 1100 mètres, deux stations
- Le Caire Aéroport International Minimetro (2012)[4],[5], 1857 mètres, quatre stations, deux trains de trois véhicules.